# سیمو هایها
سیمو هایها (Simo Häyhä) ملقب به «مرگ سفید» (فنلاندی: Valkoinen kuolema، روسی: белая смерт)، لقبی که ارتش شوروی به او داده بود، تک‌تیرانداز فنلاندی بود که از او به‌عنوان بزرگ‌ترین تک‌تیرانداز تاریخ یاد می‌شود.
او در سال ۱۹۰۵ در فنلاند متولد شد و در ۱۹۲۵ وارد خدمت ارتش شد. او تنها ۱۵۲ سانتیمتر قد داشت. وی مجهزبه یک تفنگ موسین-ناگانت مدل ۲۸ بدون دوربین به همراه یک مسلسل ساومی ام-۳۱ (Suomi KP/-31) بود. او اعتقاد داشت استفاده از دوربین تفنگ، با منعکس کردن نور باعث لو رفتن موقعیت او شده و طعمه‌ی آسانی برای تک‌تیراندازان دشمن می‌شد. در جریان جنگ زمستانی که در سالهای ۱۹۳۹–۱۹۴۰ میان فنلاند و شوروی درگرفت، در دمای ۲۰- تا ۴۰- درجه زیر صفر و پوشیده در لباس سفید مخصوص استتارش و با گذاشتن برف در دهانش جهت از بین بردن بخار تنفسش و لو نرفتن محل مخفی شدنش، به تنهایی ۵۰۵ نفر از سربازان ارتش سرخ شوروی را کشت. (این رقم تأیید شده تعداد افراد کشته شده توسط اوست، اما تخمین زده می‌شود تعداد کشته‌ها از این هم فراتر باشد) این آمار کشتار را ظرف ۱۰۰ روز قبل از مجروح شدنش (یعنی به‌طور میانگین ۵ نفر در روز) به‌دست آورد.
روس‌ها که از دست او به تنگ آمده بودند، بارها تلاش کردند با روش‌های گوناگون از قبیل آتش توپخانه او را بکشند؛ در ۶ مارس ۱۹۴۰، سیمو به‌دلیل اصابت یک گلوله انفجاری از فاصله نزدیک که وارد فک و صورت او شد به‌شدت زخمی گردید، اصابتی که می‌توانست به مرگ او ختم شود، او توسط سربازان هم قطار خود به پشت جبهه منتقل شد. سیمو به‌دلیل شجاعت‌های فراوان، توسط فیلد مارشال مانرهایم به درجه ستوان دومی ارتقا پیدا کرد. در سال‌های پس از جنگ، سیمو به پرورش سگ‌های ممتاز مخصوص شکار پرداخت و تبدیل به یک شکارچی جهانی گوزن گردید؛ سپس به انتشار کتاب خاطرات خود پرداخت. او در یک مصاحبه در سال ۱۹۹۸ در مورد عامل موفقیت یک تک‌تیرانداز فقط یک کلمه پاسخ داد: «تمرین».
در طول ۹۸ روز حکمفرمایی وحشت «سیمو هایها» بر میدان‌های نبرد، هیچ‌کس او را ندید و صدایش را نشنید اما وی هر روز با شلیک‌های مرگبار خود سربازان روسی را از پای در می‌آورد به‌طوری که تنها در طول یک روز بیش از ۲۵ سرباز روسی را از راه دور مورد هدف قرار داد. در یک مورد بعد از این که «سیمو هایها» یکی دیگر از تک‌تیراندازهای دشمن را تنها با یک بار شلیک از پای درآورد، روس‌ها سعی کردند با تیراندازی بی‌هدف و غیرمستقیم، شلیک خمپاره، به منطقه‌ای که فکر می‌کردند او در آن نواحی پنهان شده وی را بکشند. در موردی دیگر یک گلوله خمپاره در نزدیکی محل قرار گرفتن او به زمین اصابت کرد و باعث پاره شدن لباس مخصوصش شد اما این بار نیز «سیمو هایها» تنها با یک خراش سطحی در پشت از مهلکه گریخت.
وی سرانجام در آوریل سال ۲۰۰۲ میلادی در ۹۶ سالگی در دهکده زادگاه خود به مرگ طبیعی درگذشت.

## اوایل زندگی و جوانی
هایها در دهکده کیسکینن در شهرداری راوتجاوری در استان ویپوری در جنوب فنلاند، در نزدیکی مرز روسیه به دنیا آمد. او هفتمین فرزند از هشت فرزند یک خانواده کشاورز لوتری بود. پدرش، جوهو هایها، مالک مزرعه ماتیلا بود، در حالی که مادرش کاترینا (با نام خانوادگی ویلککو) یک همسر سخت کوش بود. او در روستای mietetilä در منطقه kivennapa به مدرسه رفت و در کنار برادر بزرگش به کشت مزرعه خانگی کمک کرد. قبل از خدمت سربازی، کشاورز بود و به شکار و اسکی علاقه داشت

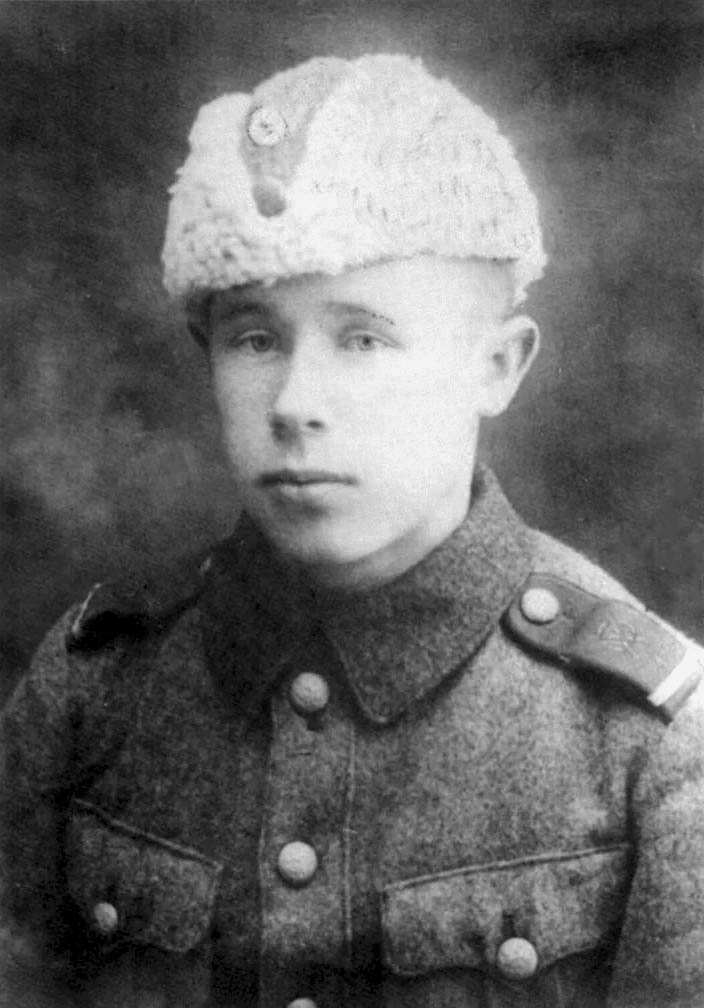
هایها در سال ۱۹۲۲

هایها در سن ۱۷ سالگی به شبه نظامیان داوطلب (Suojeluskunta)پیوست. او در مسابقات تیر اندازی در استان ویپوری به برتری رسید و طبق گزارش ها، خانه اش پر از غنائم برای تیر اندازی بود. او که علاقه ای به جلب توجه نداشت، معمولا در جوانی اش در پشت عکس های گروهی می ایستاد، تا اینکه موفقیت های بعدی اش او را مجبور کرد در مرکز صحنه قرار گیرد.
در سال ۱۹۲۵، در سن ۱۹ سالگی، هایها خدمت سربازی اجباری ۱۵ ماهه خود را در گردان دوچرخه ۲ در رایولا، استان ویپوری آغاز کرد. او در مدرسه درجه افسری تحصیل کرد و به عنوان افسر وظیفه در گردان دوچرخه ۱ در تریجوکی خدمت کرد. با این حال او تا سال ۱۹۳۸ یک سال قبل از جنگ، در یک مرکز آموزشی در Utti آموزش تک تیر اندازی ندید.